# Покрайна
Покра̀йна е село в Северозападна България. То се намира в община Видин, област Видин. В различни исторически периоди е носело имената Керим бег (до 1934 г.) и Цар Борисово (1934 – 1951 г.).

## География
Село Покрайна се намира в съседство с град Видин, на 5 километра северно от центъра на града и в близост до старите квартали Кумбаир и Акджамия. Поради близостта до областния град селото е едно от най-големите в областта. Разположено е под големия завой на река Дунав, заобиколено от три страни от реката – север, изток и юг. Разположено е в крайречната низина на равно поле, без нито едно възвишение или хълм.
Между село Покрайна и Видин се намира терминалът на ферибота Видин – Калафат, начална точка на Републикански път I-1 и българския участък от Европейски път E79, както и подходите към Мост Видин-Калафат или още известен като Мост „Нова Европа“. В близост до тях са разположени ГКПП Видин, митницата, безмитната зона, една от основните бази на транспортната компания СОМАТ.
На централния площад са разположени сградата на кметството, пощенска станция, читалище, офис за кабелна телевизия, зъболекарски кабинет, два хранителни магазина, един смесен магазин, три бара и дискотека. На разклона за село Гомотарци – има хранителен магазин и бар, а на улицата за село Капитановци – има друг хранителен магазин и бар.

## История
Въз основа на археологически находки се предполага, че днешното село Покрайна е било заселено още преди римско време. През XVIII век Абдул Керим бей изгражда чифлик около заселеното място. От края на XVIII век в документите освен чифлика на Керим бег и населеното място го наричат Керим бег. През 1834 г. в западната част на селото се преселват хора от несъществуващото днес село Скеля, което се намирало на брега на река Дунав южно от град Видин. В миналото между жителите на Керим бег и Скеля за кратко време е имало известна неприязън, завършваща много често със сбивания. Настоящето село Покрайна всъщност е наследник на обединилите се Керим бег и Скеля. Селото носи името Керим бег до 1934 г. след което е преименувано на Цар Борисово и за известно време след 1944 само Борисово. Около 1950 г. се внася предложение селото да се преименува на Украйна. В съответната институция към Народното събрание в София преценили, че не може да се даде името на една от големите съветски републики на едно малко българско село и се решило, понеже селото се намира край Видин, да го нарекат Покрайна, т.е. по края, покрай Видин. На 13 юли 1951 г. официално е прекръстено на село Покрайна.
Храмът „Света Троица“ е построен през 1884 г., а основното училище през 1893 г. и през годините е посещавано от над 500 деца. В него за известно време са учили и децата от съседните села Капитановци, Антимово и Гомотарци. Основното училище „Св. св. Кирил и Методи“ е закрито и децата на село Покрайна учат в училищата на град Видин.
По време на колективизацията в селото е създадено Трудово кооперативно земеделско стопанство „Великият октомври“, именувано в чест на Октомврийската революция, преименувано по-късно на „Червена зора“. След Кулските събития през март 1951 година 4 семейства (30 души) от селото са принудително изселени от комунистическия режим. При последната кампания по колективизацията през 1956 година местни жители унищожават цялата документация на ТКЗС, заедно с декларациите за постъпване, които са принудени да подпишат.
Телефонните абонати на село Покрайна са включени в цифровата автоматична телефонна централа на град Видин и от страната се избират с код 094.

## Население
Преброяване на населението през 2011 г.
Численост и дял на етническите групи според преброяването на населението през 2011 г.:
|                     | Численост | Дял (в %) |
| Общо                | 1288      | 100,00    |
| Българи             | 1241      | 96,35     |
| Турци               | 0         | 0,00      |
| Цигани              | 24        | 1,86      |
| Други               | 6         | 0,46      |
| Не се самоопределят | 0         | 0,00      |
| Неотговорили        | 16        | 1,24      |

## Културни и природни забележителности
В двора на храм „Света Троица“ признателните жители на селото са построили и издигнали паметник на починалите покрайналии през войните. Геранът на Ангел Кинез в село Покрайна е построен през 1879 година.
След закриването на училището, читалище „Просвета-1927“ в Покрайна е единственото културно средище останало в селото. Създадено е през 1927 г. Преди години танцовият състав, певческата група, 2 духови музики са били сред най-добрите в областта. След известно прекъсване, през 2009 г. е възстановен танцовият състав „Мъндриле“, включващ изцяло местни самодейци.

## Футбол
Футболният отбор „Левски“ Покрайна е сред най-добрите в Областна група Видин, един от малкото отбори в групата, който не е от център на община.

## Личности
- Даниел Боримиров – футболист
- Георги Петров и Анета Драгушану-Петрова – художници
- Богдан Александров – художник
- Валери Чуков – журналист, директор на българската секция на BBC Лондон
- Елка Русков – почетен консул на Република България във Вашингтон (от 2022 г.)